# Dallas Cowboys Ring of Honor
Der Dallas Cowboys Ring of Honor (RoH) ist eine spezielle Ehrung, welche die Dallas Cowboys besonders verdienten Spielern zukommen lassen. Die Cowboys sind eine American-Football-Mannschaft in der National Football League (NFL). In vielen Mannschaftssportarten ist es üblich, die Rückennummern verdienter Spieler nach deren Karriere zu sperren und zukünftig als Ausdruck der Verehrung nicht mehr zu vergeben. Eine derartige Ehrung gibt es in Dallas nicht. Besonders verdiente Spieler werden stattdessen in den Dallas Cowboys Ring of Honor aufgenommen. Ihre Rückennummer wird nicht gesperrt.

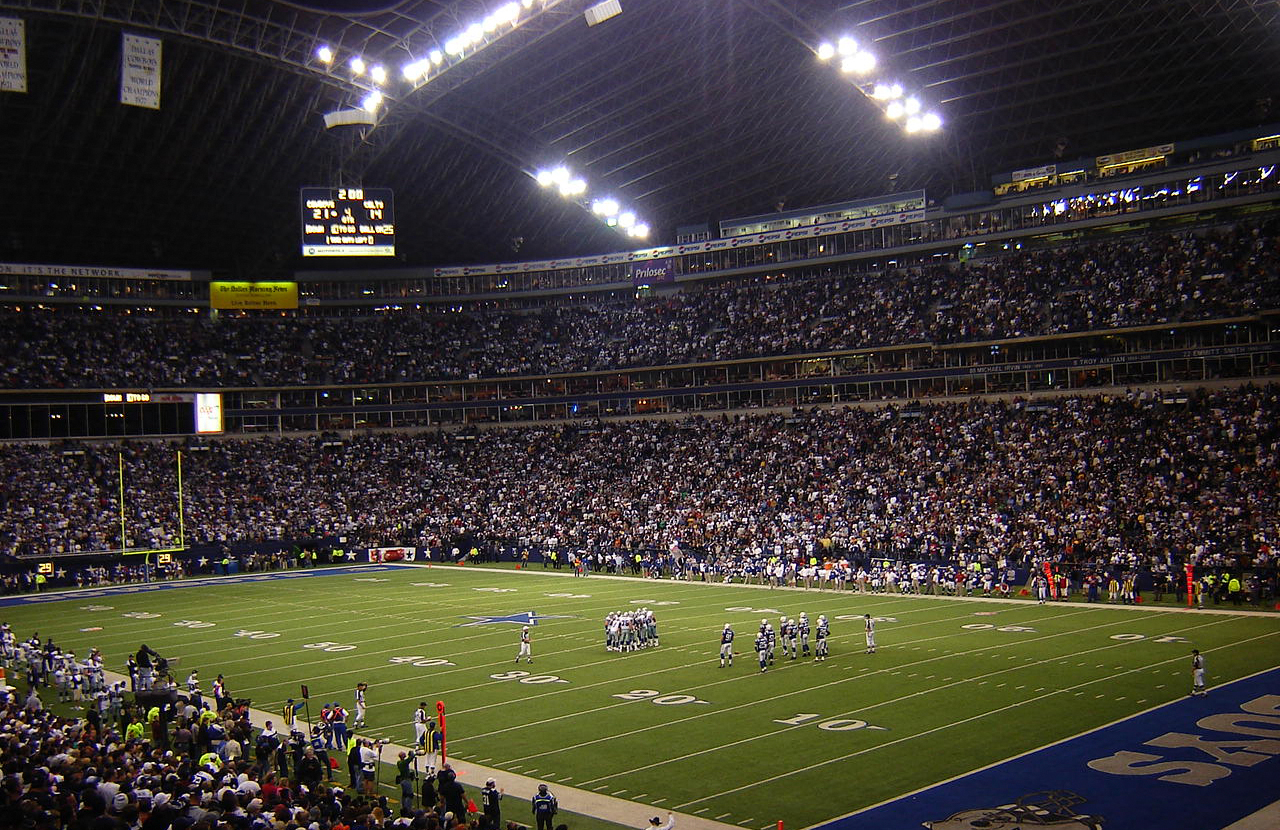
Texas Stadium, Innenraum

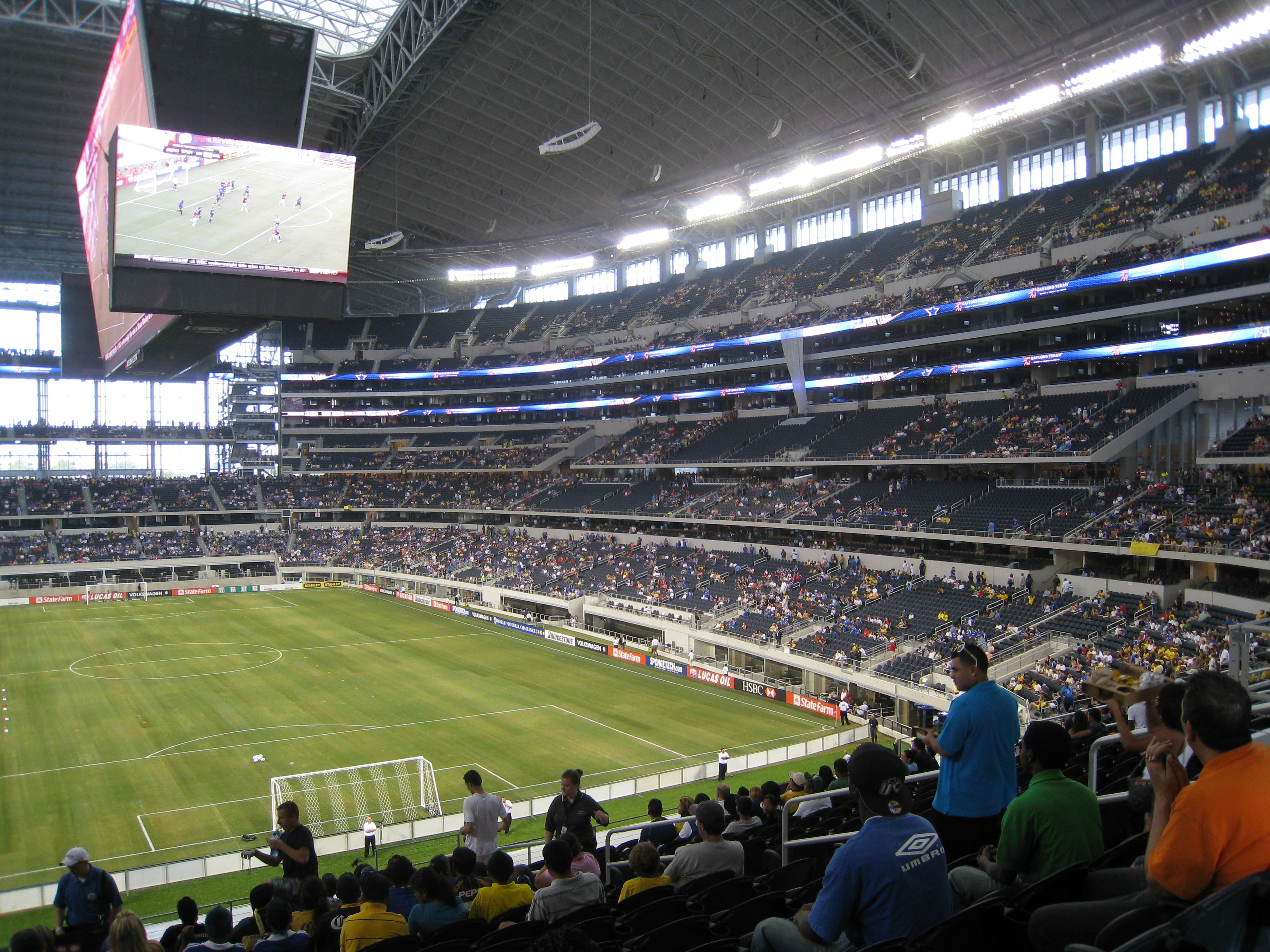
Cowboys Stadium, Innenraum

## Zugangsvoraussetzung
Aufgenommen werden können ehemalige Spieler, Trainer und Offizielle des Vereins. Wahlberechtigt ist nur eine Person, der jeweilige Teambesitzer der Cowboys oder der Vorstandsvorsitzende. Seit 1989 befindet sich die Mannschaft im Besitz von Jerry Jones, der seit dieser Zeit auch die Ehrungen ausspricht.

## Zeremoniell
Ausgesprochen wird die Ehrung an einem NFL Spieltag, den die Cowboys ihrem ehemaligen Starspieler Bob Lilly gewidmet haben. Lilly war auch die erste Person, die in den erlauchten Kreis aufgenommen wurde. Anschließend wurde im Texas Stadium, der ehemaligen Spielstätte der Cowboys, der Name auf einem Band enthüllt, welches zwischen Unterrang und Oberrang rund um das Stadium führt. Auch in der neuen Spielstätte der Cowboys, dem Cowboys Stadium, wurde im Jahr 2009 ein Band angebracht. Die Ehrungen finden nicht alljährlich statt.

## Mitglieder

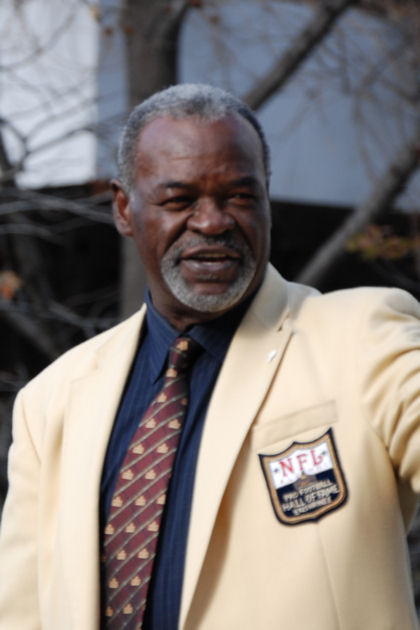
Mitglied im Ring of Honor: Rayfield Wright

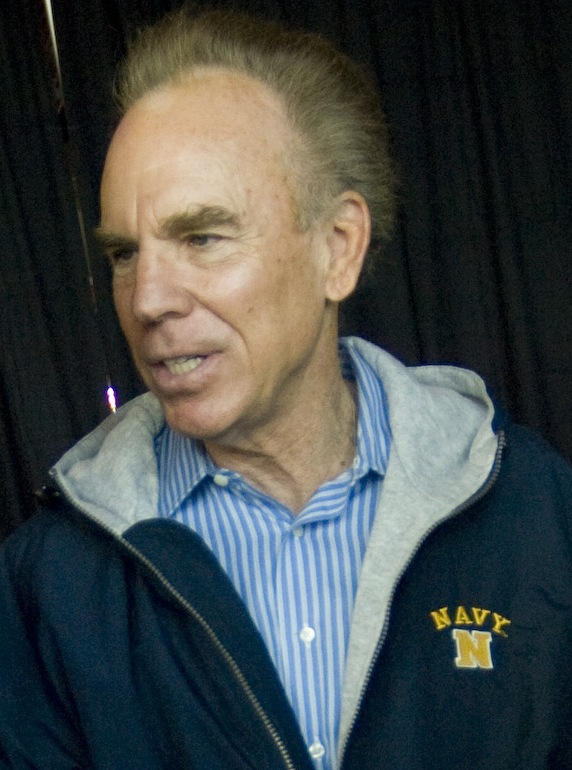
Mitglied im Ring of Honor: Roger Staubach

Bisher befinden sich 24 Personen auf dem Ehrenkreis der Cowboys:
| Trikotnummer | Name            | Position        | Zeitraum Aktiv | Datum der Aufnahme |
| 74           | Bob Lilly       | DT              | 1961–1974      | 23. November 1975  |
| 17           | Don Meredith    | QB              | 1960–1968      | 7. November 1976   |
| 43           | Don Perkins     | HB              | 1961–1968      | 7. November 1976   |
| 54           | Chuck Howley    | LB              | 1961–1973      | 30. Oktober 1977   |
| 20           | Mel Renfro      | CB              | 1964–1977      | 25. Oktober 1981   |
| 12           | Roger Staubach  | QB              | 1969–1979      | 9. Oktober 1983    |
| 55           | Lee Roy Jordan  | LB, C           | 1963–1976      | 29. Oktober 1989   |
|              | Tom Landry      | Head Coach      | 1960–1988      | 7. November 1993   |
| 33           | Tony Dorsett    | RB              | 1977–1987      | 9. Oktober 1994    |
| 54           | Randy White     | DT, LB, DE      | 1975–1988      | 9. Oktober 1994    |
| 22           | Bob Hayes       | WR              | 1965–1974      | 23. September 2001 |
|              | Tex Schramm     | General Manager | 1959–1988      | 12. Oktober 2003   |
| 43           | Cliff Harris    | S               | 1970–1979      | 10. Oktober 2004   |
| 70           | Rayfield Wright | OT              | 1967–1979      | 10. Oktober 2004   |
| 8            | Troy Aikman     | QB              | 1989–2000      | 19. September 2005 |
| 88           | Michael Irvin   | WR              | 1988–1999      | 19. September 2005 |
| 22           | Emmitt Smith    | RB              | 1990–2002      | 19. September 2005 |
| 88           | Drew Pearson    | WR              | 1973–1983      | 6. November 2011   |
| 94           | Charles Haley   | DE              | 1992–1996      | 6. November 2011   |
| 73           | Larry Allen     | OG, OT          | 1994–2005      | 6. November 2011   |
| 28           | Darren Woodson  | S               | 1992–2004      | 1. November 2015   |
|              | Gil Brandt      | Funktionär      | 1960–1988      | 29. November 2018  |
| 94           | DeMarcus Ware   | LB              | 2005–2013      | 29. Oktober 2023   |
|              | Jimmy Johnson   | Head Coach      | 1989–1993      | 30. Dezember 2023  |

|  | Pro Football Hall of Fame Finalist           |
|  | Aufgenommen in die Pro Football Hall of Fame |